# Skeppargatan 40
Skeppargatan 40 er en svensk stumfilm fra 1925 instrueret af Gustaf Edgren.

## Medvirkende
- Einar Hanson som Erhard Malm, tutor
- Mona Mårtenson som Ruth Frendin, a daughter
- Vilhelm Bryde som Gustaf Ek
- Magda Holm som Erika Blom
- Hulda Malmström som Mrs. Blom
- Edit Ernholm som Lovisa
- Gösta Alexandersson som Tom
- Albert Christiernsson som Tore Frendin